# Lambaro Samahani
Lambaro Samahani is een bestuurslaag in het regentschap Aceh Besar van de provincie Atjeh, Indonesië. Lambaro Samahani telt 369 inwoners (volkstelling 2010).